# Albisola Superiore
Albisola Superiore är en ort och kommun i provinsen Savona i regionen Ligurien i Italien. Kommunen hade 9 882 invånare (2018).